# 格雷格·盧爾
格雷格·盧爾（Greg Luer，1994年12月6日—）是英格蘭的一位足球選手，在場上司職前鋒。他現在效力於赫爾城。盧爾在2015年1月加盟赫爾城。

## 外部連結
- 足球数据库：Greg Luer的球员统计数据